# 후이 삼파이우
페르난두 후이 발라다르스 핀투 삼파이우(Fernando Rui Valadares Pinto Sampaio, 1987년 5월 29일 ~)는 포르투갈의 축구 선수로 현재 SC 베이라마르에서 뛰고 있다.